# Федір Олегович
Федір II Олегович (рос. Фёдор Ольгович; д/н — 1427) — великий князь рязанський у 1402—1408 і 1409—1427 роках.

## Життєпис
Старший син Олега Івановича, великого князя Рязанського. 1386 року за рішенням батька оженився на доньці Дмитра Івановича, великого князя Московського. 1400 року породичався з серпуховським князем Володимиром Андрійовичем.
У 1402 році після смерті батька успадкував владу, отримавши відповідний ярлик від хана Шадібека. Проводив політику, спрямовану на зберігання миру з великим князівством Московським і Золотою Ордою, оскільки розумів неможливість протистояти цим потугам. Невдовзі уклав договір з великим князем Московським Василем I Дмитровичем, за яким визнав зверхність останнього. Натомість отримав право самостійно здійснювати дипломатичні відносини з золотоординськими ханами за умови повідомлення про це великого князя. У разі конфлікту з Ордою Федір Олегович повинен був діяти спільно з московським військом. Також великий князь Рязанський мусив поступитися деякими землями в Мещері на користь Москви. Крім цього, встановлювалися добросусідські відносини між Федором Олеговичем і Іваном Володимировичем, князем пронським.
За цим викупив з литовського полону свого брата Родослава за 3 тис. крб. У 1405 році мусив відбивати вторгнення ординців на Рязанщину. У 1408 році князь Іван Поронський купив в хана Пулада ярлик на велике князівство Рязанське, привівши сюди ординське військо. Федір Олегович зазнав поразки й мусив тікати за Оку. Великий князь Московський Василь I Дмитрович відправив на допомогу Федору своє військо, але втім зазнало поразки в битві на річці Смядва. після цього обидві сторони замирилися у 1409 році. Федір Олегович повернувся до влади.
У 1411 і 1426 роках відбивав напади ординських загонів на свої володіння. Помер 1427 року. Йому спадкував син Іван Федорович.

## Родина
Дружина — Софія, донька Дмитра Івановича, великого князя Московського.
Діти:
- Василь (д/н—1407)
- Іван (д/н—1456), великий князь Рязанський
- Василиса (д/н—після 1387), дружина Івана Володимировича, князя серпуховського